# Trompet
Trompeten er det højest klingende messingblæseinstrument, over hornet, basunen, barytonhornet, euphoniet og tubaen. En musiker, der spiller trompet, kaldes en trompetist.
Den klart mest almindelige slags trompet klinger i Bb – dvs. tonen, der læses som et C, klinger to halvtoner derunder – men der er mange andre typer trompeter i denne instrumentfamilie.

## Konstruktion
En trompet laves af messingrør, der bøjes til en grov spiral. Selvom boringen er omtrent cylindrisk, er det mere præcist en kompleks serie af indsnævringer, mindre ved mundstykket og større lige før lydstykkets begyndelse. Designet af disse indsnævringer er kritisk for instrumentets intonation. Lyden skabes ved at blæse luft gennem lukkede læber og derved producere en "buzz"-lyd (populært sagt som en humlebi) i mundstykket. Dette sætter en stående bølge-vibration i gang inde i trompeten. Musikeren kan vælge tonehøjden fra en række overtoner eller harmonier ved at stramme eller afslappe læbestillingen. Trompeten er forsynet med tre stempelventiler, som hver især øger rørlængden, når de trykkes ned, hvorved tonen gøres dybere. Den første ventil gør instrumentets tonehøjde en hel tone (to halvtoner) lavere, den anden en halv og den tredje halvanden tone (tre halvtoner). Når en fjerde ventil er tilgængelig, hvilket er tilfældet med nogen piccolotrompeter, gør den tonen en kvart (fem halvtoner) lavere. Kombinationer af disse ventiler gør instrumentet fuldstændig kromatisk, dvs. i stand til at spille alle 12 toner i vestlig musik. Lyden projiceres ud af lydstykket (klangstykket), som er instrumentets udmunding.
Mundstykket har en cirkulær kant, som gør det komfortabelt for læberne at vibrere. Lige bag kanten er der en skål, der kanaliserer luften ind i en meget mindre åbning ("stilken"), som snævrer en anelse ind for at passe med diameteren på trompetens hovedrør (blæsestangen). Dimensionerne af disse dele af mundstykket påvirker klangfarven eller lydkvaliteten samt nemheden og behaget ved muciseringen.

## Trompettyper
Den mest almindelige type er Bb-trompeten, men der findes også trompeter i C, D, Eb, E, F, G og A. C-trompeten bliver oftest benyttet i orkestersammenhæng, hvor dens lidt mindre størrelse giver en lysere, mere levende lyd end Bb-trompeten. Fordi musik skrevet til tidlige trompeter kræver, at man skifter trompet for hver toneart (de havde ikke ventiler og var derfor ikke kromatiske), er orkestertrompetister generelt øvede i at transponere musik fra bladet. Det er ret almindeligt at være i stand til at spille musik skrevet til Bb-trompet på en C-trompet og omvendt. Hver trompets tonerækkevidde strækker sig fra det noterede F# umiddelbart under det midterste C og op til tre oktaver derover. Standardrepertoire kræver sjældent noder uden for dette område, og fingertabellerne i de fleste lærebøger stopper ved det høje C to oktaver over det midterste C. Fingerkombinationerne ovenfor dette er almindeligvis de samme som dem for noderne en oktav under. Adskillige trompetister har opnået berømmelse for deres evne til at spille i det ekstremt høje register, blandt andet Bill Chase, Maynard Ferguson, Dizzy Gillespie, Malcolm McNab, James Morrison og Arturo Sandoval, som medvirkede til at udbrede udtrykket det dobbelthøje C om den næste oktav efter det høje C. Det er også muligt at producere pedaltoner under det dybe F#, selvom denne teknik oftest bruges som en øvelse snarere end i skrevne noder.
De mindste trompeter bliver kaldt piccolotrompeter. De mest almindelige af disse er bygget til at spille i både Bb og A, med separate rør for hver toneart. Rørene i Bb-piccolotrompeten er halvt så lange som dem i en sædvanlig Bb-trompet. Piccolotrompeter laves også i G, F og endda C, men de er sjældnere. Mange trompetister benytter et mindre mundstykke til piccolotrompeten. På grund af den mindre mundstykkestørrelse er udholdenheden ofte begrænset, og lydproduktionsteknikken er forskellig fra den på Bb-trompet. Næsten alle piccolotrompeter har fire ventiler i stedet for de normale tre: Den fjerde ventil gør tonen lavere, normalt en kvart, for at gøre det nemmere at spille dybe toner. Maurice Andre, Hakan Hardenberger og Wynton Marsalis er nogle velkendte piccolotrompetister.
Trompeter, der stemmer i G, kaldes også sopraner, eller sopransignalhorn grundet deres tilpasning fra militære signalhorn. Sopraner ses både med drejeventiler og stempelventiler, og de bruges traditionelt i tromme og horn-korps.
Bastrompeten spilles normalt af en basunist, da den er stemt i samme toneart og benytter et lignende mundstykke. Bastrompeten spilles med et mundstykke til basuner eller euphonier, og dens noder noteres i basnøglen.
En træktrompet er en Bb-trompet, der, ligesom en trækbasun, har en glidebøjle i stedet for ventiler. Den minder en del om en soprantrombone. De første træktrompeter dukkede op i renæssancen før den moderne basun, og de udgør det første forsøg på at gøre instrumentet kromatisk. Træktrompeter var de første trompeter, der blev tilladt i kristne kirker.
En lommetrompet er en kompakt Bb-trompet. Lydstykket er normalt mindre end en standardtrompet, og rørene er snoet tættere for at reducere instrumentstørrelsen uden at formindske den totale rørlængde. Dens design er ikke standardiseret og kvaliteten af de forskellige modeller varierer meget. Den kan have en tonekvalitet og -projektion, som er unik i trompetverdenen: en varm lyd og en stemmeagtig artikulation. Desværre hindrer dårligt design og billig produktion ofte intonationen, tonefarven og den dynamiske rækkevidde. Det er dog muligt at købe lommetrompeter af professionel standard. Selvom de ikke kan fungere som erstatning for den almindelige Bb-trompet, kan de være nyttige i visse sammenhænge.
Der findes også trompeter med drejeventiler (også kaldet "tyske trompeter"), såvel som som alt- og baroktrompeter.
Nogle særligt lange trompeter (kaldet aïdatrompeter) bliver benyttet i den Store March i operaen Aïda, hvor det skulle illudere naturtrompeter. Det er en lige trompet forsynet med en enkelt ventil og stemt i H eller As .
Trompeten forveksles ofte med kornetten, som har mere koniske rør i forhold til trompetens cylindriske ditto. På grund af dette, samt at kornettens rør er bøjet yderligere, har kornetten en lidt blødere lyd, men derudover er instrumenterne næsten identiske. De har den samme rørlængde og således også den samme tonehøjde, så musik, der er skrevet til trompet eller kornet, kan spilles af begge. Et andet nært beslægtet instrument er flygelhornet, som har rør, der er endnu mere koniske end kornettens og en endnu rigere tone. Flygelhornet udvides nogle gange med en fjerde ventil for at forbedre intonationen på de dybere toner.

## Historie
De ældste trompeter daterer sig tilbage til før 1500 f.Kr.. Bronze- og sølvtrompeterne fra Tutankhamons grav i Egypten, bronzelurererne fra Skandinavien og metaltrompeterne fra Kina stammer fra denne periode. Trompeter fra Oxus-civilisationen (det tredje årtusinde f.Kr.) har dekorerede udbulninger på midten, men er bemærkelsesværdigt nok lavet af ét stykke metal. De tidligste trompeter var signalinstrumenter, der blev brugt til militære eller religiøse formål, snarere end musik i moderne forstand. "Lyden af disse instrumenter blev beskrevet som forfærdelig, dvs. skrækindjagende, og blev sammenlignet med et æsels skryden." Det moderne signalhorn fortsætter signaltraditionen, med forskellige toner svarende til forskellige instruktioner, men opfindelsen af radioen gjorde dets brug mere ceremoniel.
I middelalderen blev trompetspil betragtet som et håndværk, og man kunne kun blive oplært i det i særlige lav. Trompetisterne var ofte blandt de bedst bevogtede medlemmer i en militærdeling, eftersom det var deres opgave at videregive instruktioner til andre dele af hæren. Forbedringer af instrumentdesignet og metalproduktionen i den sene middelalder og renæssancen førte til et øget brug af trompeten som musikinstrument. Udviklingen af det øvre, "clarino-agtige" register, af særlige trompetister, passede fint til barokken, også kendt som "naturtrompetens gyldne tidsalder". Den melodidominerede homofoni i den klassiske og romantiske periode forviste trompeten til en sekundær rolle i fleste større komponisters værker. En undtagelse er Joseph Haydns Trompetkoncert skrevet til den på trompetisten Anton Weidingers foranledning fremstillede kromatiske klaptrompet i 1796.  Denne for trompetelskere ikoniske koncert blev dog hurtigt fulgt op af Haydns elev, Johann Nepomuk Hummels, ligeledes ikoniske trompetkoncert i E-dur. Trompeten var langsom til at tilegne sig de moderne ventiler (som blev opfundet i midten af 1830'erne), og dens fætter kornetten stjal rampelyset som et soloinstrument de næste hundrede år. I trompetbygningen var det indtil den første del af det 20. århundrede almindeligt med aftagelige bøjler af forskellig længde frem for ’’ventiler’’.
Det arabiske ord for trompet var naffir. Spanierne brugte det arabiske navn al naffir og ændrede det til anafil, mens franskmændene gav trompeten deres eget navn, buisine, afledt fra det latinske ord buccina.
I dag benyttes trompeten i næsten alle former for musik, inklusive klassisk, jazz, rock, blues, pop, ska, polka og funk. Blandt de store moderne trompetister finder man Maurice André, Louis Armstrong, Miles Davis, Dizzy Gillespie, Jon Faddis, Maynard Ferguson, Adolph "Bud" Herseth, Malcolm McNab, Wynton Marsalis, Lee Morgan, James Morrison, Arturo Sandoval, Doc Severinsen og Philip Smith.

## Fingerkombinationer
Det nedenstående billede viser de noder, som man vil spille på enhver trompet, kornet eller flygelhorn, hvis man holder den ventil nede, der indikeres på illustrationen. "OPEN" (åben) betyder, at alle ventiler skal være oppe, "1" betyder første ventil, "1-2" betyder første og anden ventil på samme tid og så videre. Den toneklang, der fremkommer, afhænger af instrumentets transponering. At trykke på en eventuel fjerde ventil vil sænke hver af disse toner en kvart. Inden for hver overtoneserie, opnås de forskellige tonehøjder ved at ændre embouchuren, dvs. læbepositionen og -fastheden, sammen med lufthastigheden. De sædvanlige fingerkombinationer over det høje C er de samme som dem for oktaven under (C# er 1-2-3, D er 1, og så videre).
Bemærk, at den fundamentale frekvens af hver overtoneserie ikke eksisterer – serien begynder med den første overtone. Noderne i parentes er den sjette overtone, en tone med en frekvens på syv gange den fundamentale. Selvom denne tonehøjde er tæt på den viste node, er den en anelse lav i forhold til tempereret stemning, og brugen af disse fingerkombinationer undgås sædvanligvis.
Fingerskemaet opstår af længden af hver ventils rørsystem (luft, der passerer gennem længere rørlængder, giver en dybere tone). Dette skema og overtoneseriernes natur muliggør alternativ fingerbrug for visse noder. For eksempel kan C'et inden for nodelinjerne frembringes uden at trykke på ventilerne (hvilket er standard) eller med anden og tredje ventil trykket ned. Endvidere kan enhver tone, der produceres med 1-2 som standard, også frembringes med tredje ventil – hver af disse kombinationer sænker tonen tre halvtoner. Alternative fingerkombinationer kan lette spillet i visse musiske passager. At forlænge tredjeventilens bøjle, når man bruger fingrene 1-3 eller 1-2-3, sænker tonehøjden en anelse mere, hvilket forbedrer intonationen. Dette opnås oftest med en trigger, dvs. en ring på bøjlen, som lillefingeren så kan bevæge frem eller tilbage.

## Lærebøger
En trompetlærebog, der længe har været populær, er Jean-Baptiste Arbans Complete Conservatory Method for Trumpet. Andre velkendte lærebøger omfatter blandt andet Technical Studies af Herbert L. Clarke, Grand Method af Louis Saint-Jacome og metoder af Claude Gordon og Charles Colin. De nedenfor nævnte bøger af Charlier og Brandt benyttes i mange amerikanske colleges og konservatorier og indeholder øvelser i omskrevne udgaver af standardtrompetrepertoire, transponering og andet avanceret materiale. I Danmark er de svenske Ture Trompet-bøger ret populære til nybegyndere.
Nævneværdige bøger:
- Arban, Jean-Baptiste (1894, 1936, 1982). Arban's Complete Conservatory Method for Trumpet. Carl Fischer, Inc. ISBN 0-8258-0385-3.
- Callet, Jerome og Bahb Civiletti (2002). Trumpet Secrets: The Secrets of the Tongue-Controlled Embouchure. New York: Royal Press Printing Company.
- Herbert L. Clarke (1984). TECHNICAL STUDIES FOR THE CORNET. Carl Fischer, Inc. ISBN 0-8258-0158-3.
- Colin, Charles. Advanced Lip Flexibilities.
- Schlossberg, Max. Daily Drills & Technical Studies.
- Brandt, Vassily. Orchestral Etudes and Last Etudes. ISBN 0-7692-9779-X
- Charlier, Theo. Trente-six Etudes Transcendantes pour Trompette. ISBN M-046-20452-4
- Lindkvist, Janne. Ture Trompet's første melodibog (1990). Notposten, Sverige. Oversat til dansk af Torsten Olafsson.